# Saurauia buddleifolia
Saurauia buddleifolia är en tvåhjärtbladig växtart som beskrevs av Friedrich Ludwig Diels. Saurauia buddleifolia ingår i släktet Saurauia och familjen Actinidiaceae. Inga underarter finns listade i Catalogue of Life.